# Blagaj
Blagaj è un villaggio (kasaba) situato nella regione sud-orientale del bacino di Mostar, nel cantone dell'Erzegovina-Narenta della Bosnia ed Erzegovina. Sorge sul lato della pianura di Bišće, ed è una delle più importanti strutture urbane e rurali della Bosnia ed Erzegovina, distinguendosi per il suo aspetto urbano. Blagaj prende probabilmente il nome dal clima che la contraddistingue, dato che "blaga" in lingua bosniaca significa "mite". Blagaj è situata alla sorgente del fiume Buna, e contiene un tekke storico (tekija o monastero derviscio). Il Blagaj Tekija fu costruito attorno al 1520, con elementi di architettura ottomana e stile mediterraneo ed è considerato un monumento nazionale.
La sorgente del Buna (Vrelo Bune) è una sorgente carsica. Il fiume scorre verso ovest per circa 9 chilometri prima di unirsi al Narenta nei pressi del villaggio di Buna.
Il sito storico dell'anticz fortezza di Blagaj (Stjepan grad), posto sulla collina che domina Blagaj, era la sede del nobile erzegovo Stefano Vukčić Kosača, nonché luogo di nascita della regina bosniaca Katarina Kosača-Kotromanić.

## Storia
Durante l'antichità classica, in questo luogo si trovava una fortezza illira ed un castrum romano. Durante il regno dell'imperatore bizantino Giustiniano I furono fondate numerose città fortificate in questa zona. Blagaj viene citata nell'opera De Administrando Imperio di Costantino VII Porfirogenito col nome di Bona, allora parte di Zahumlje (Hum). 

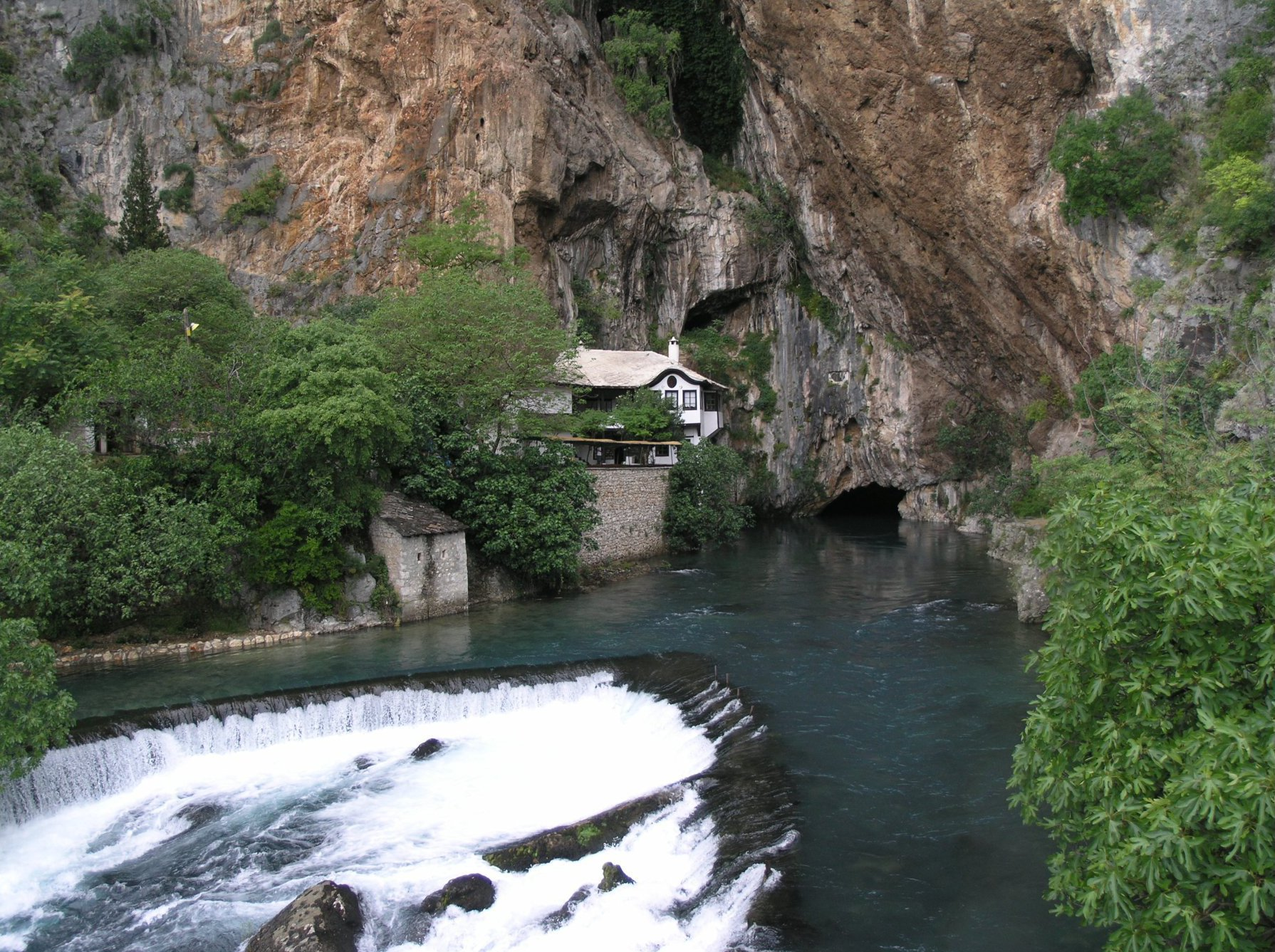
Sorgente del fiume Buna e Blagaj Tekija

Alla fine del XII secolo, durante il regno di Stefano Nemanja (Grande Principato di Serbia), il prefetto Jurko costruì una chiesa dedicata ai santi Cosma e Damiano. Nel XIV secolo, durante il regno del Ban bosniaco Stjepan II Kotromanić, Hum entrò a far parte dello stato bosniaco. Nel XV secolo Sandalj Hranić Kosača e suo nipote Stefano Vukčić Kosača regnarono sul territorio di Hum e Blagaj fino all'arrivo del Ottomani nel 1466. Blagaj è nota anche per essere un'area residenziale per i re bosniaci, ed in particolare per le famiglie reali Hranić e Kosača. 
Blagaj viene citata per la prima volta nelle fonti storiche nel 1423. Nel periodo dell'impero ottomano, Blagaj fu la sede del Blagaj Vilayet, e fu divisa in numerosi quartieri. La città aveva sette moschee, due inni, quattro musafirhana, un madrasa (bosniaco: medresa), due maktab, sette mulini e quattro ponti in pietra sul fiume Buna. I bosgnacchi erano la maggioranza fino al 1835, quando nel periodo Austro-Ungarico i cristiani divennero dodici volte tanto. Una chiesa ortodossa fu eretta nel 1893, ed una cattolica nel 1908.

## Architettura
Il primo insediamento di Blagaj si trovava sotto le mura della fortezza di Blagaj, dove la strada scende dal forte e si interseca con la strada Nevesinje. C'era troppo poco commercio per permettere lo sviluppo di un centro di commercio in un ambiente agricolo, per cui non si creò un insediamento urbano. L'urbanizzazione dell'area (per come la conosciamo adesso) avvenne nella seconda metà del XV secolo, e la sua struttura prese forma nel XVI secolo.

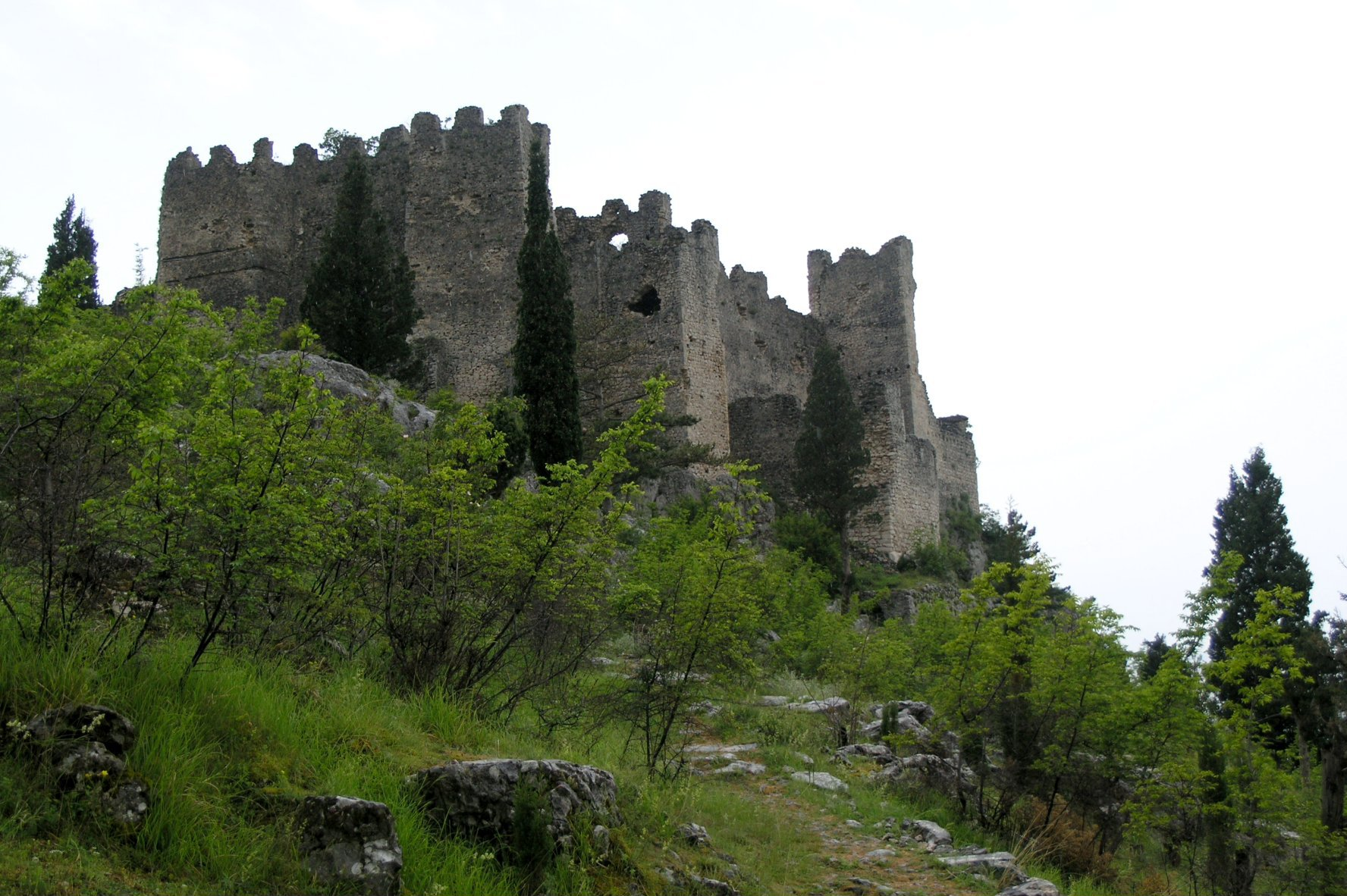
Sito storico della vecchia fortezza di Blagaj (Stjepan grad). A differenza di altre fortificazioni utilizzate come residenze in Bosnia ed Erzegovina, la fortezza di Blagaj si trova in un'area pianeggiante in cima ad un dolce pendio che scende a sud, ovest e nord. Le mura sono sopravvissute per quasi tutta la loro lunghezza e per un'altezza di 12 o 14 metri. L'area interna difesa è relativamente piccola, simile a quella della fortezza di Jajce.

Le fonti storiche fanno frequenti riferimenti alla fortezza medievale di Blagaj (Stjepan grad) come ad una distinta unità territoriale. Nel periodo ottomano fu iniziata la costruzione di edifici nella periferia (case ed edifici pubblici). Le aree residenziali divennero quartieri urbani o mahala, con edifici affacciati verso l'interno, sui cortili. I complessi residenziali dimostrano un elevato standard di vita, e la casa Velagić è uno dei migliori esemplari di questo genere di tutta l'Erzegovina. LA città si sviluppò soprattutto sulla riva destra del fiume Buna, dato che la sinistra è più in pendenza e quindi meno adatta per l'edilizia. 
Gli edifici pubblici furono dislocati volutamente nell'intera struttura urbana. Tra i primi edifici si trova la moschea Careva (Imperiale) eretta nel 1521, che permise all'insediamento di acquisire lo status di kasaba. La moschea fu seguita dalla costruzione del ponte di Karađoz-beg a partire dal 1570, e quindi dal ponte di Leho. L'utilizzo di audaci soluzioni architettoniche giocò un ruolo fondamentale nell'architettura di Blagaj; l'aggiunta di colonne e volte agli altri elementi strutturali è ben evidente. Le volte a botte, comuni nelle moschee, i tekke e gli hammam, furono eretti con grande grado di perfezione. La sincronizzazione di mestieri artigianali e tecniche costruttive da un lato, e lo sviluppo dell'insediamento dall'altro, fecero sì che Blagaj si distinguesse come centro urbano in Bosnia ed Erzegovina.
Durante l'Impero austro-ungarico, Blagaj mantenne il suo carattere di insediamento orientaleggiante, anche nei dettagli architetturali, nonostante l'ovvio deterioramento del tessuto urbano.

## Amministrazione

### Gemellaggi
- Arsoli